# 哈維蘭 (紐約州)
哈維蘭（英語：Haviland）是位於美國紐約州達奇斯縣的普查規定居民點。

## 人口
根據2020年美國人口普查的數據，哈維蘭的面積為12.86平方千米，當中陸地面積為12.76平方千米，而水域面積為0.09平方千米。當地共有人口4174人，而人口密度為每平方千米324.57人。